# Escut de Taús
L'escut oficial de Taús té el blasonament següent:
Escut caironat: de sinople, una creu llatina abscissa de sable acostada d'una flor de lis d'argent a la destra i una palma d'or, en pal, a la sinistra.

## Història
La junta de veïns va iniciar l'expedient d'adopció de l'escut heràldic el 25 de juny de 2015. Va ser aprovat el 12 de setembre de 2022 i publicat al DOGC el 15 de setembre del mateix any amb el número 8753.
L'escut incorpora els atributs del patró local sant Julià, màrtir d'Antioquia: la palma del martiri, la flor de lis de la virginitat i una creu llatina.
Com és norma en tots els escuts de les entitats municipals descentralitzades, el de Taús no porta corona.